# Nomethod Records
Nomethod Records är ett svenskt skiv- och managementbolag, grundat i Umeå. 

Bolaget grundades av Magnus Öberg 
som tidigare var en av flera som arbetade med skivbolaget Chalksounds vilket 2005 gick samman med Nomethod Records.

## Artister (management)
- Caotico
- Simian Ghost
- Navet

## Artister (skivbolag)
- First Love, Last Rites
- Simian Ghost (endast vinyl)
- ÅBE2
- Summer Heart
- Soviac
- Paddington Distortion Combo
- Navet
- No Coda
- De Montevert
- Tennis Bafra
- Tiger Forest Cat
- Daymare
- Love is a burning thing

### Tidigare artister
- Robert Svensson
- Aerial
- In these woods
- ÅBE
- Mixtapes & Cellmates
- Matts Katt
- The Giant's Dream
- KVLR
- QGMR

### Fotnoter
1. ↑  ”Nomethod Records”. Discogs.com. http://www.discogs.com/label/Nomethod+Records. Läst 9 april 2012.
2. ↑  ”Magnus Öberg”. Discogs.com. http://www.discogs.com/artist/Magnus+%C3%96berg. Läst 9 april 2012.
3. ↑  ”Chalksounds”. Myspace. http://www.myspace.com/chalksounds. Läst 3 mars 2012.